# Ranunculus lacerus
Ranunculus lacerus är en ranunkelväxtart. Ranunculus lacerus ingår i släktet ranunkler, och familjen ranunkelväxter.

## Underarter
Arten delas in i följande underarter:
- R. l. lacerus
- R. l. valesiacus